# Qaxa (sockenhuvudort i Kina, Xinjiang Uygur Zizhiqu, lat 46,69, long 83,41)
Qaxa (kinesiska: 恰夏, 恰夏乡) är en sockenhuvudort i Kina. Den ligger i den autonoma regionen Xinjiang, i den nordvästra delen av landet, omkring 460 kilometer nordväst om regionhuvudstaden Ürümqi. Antalet invånare är 10 175. Befolkningen består av 4 862 kvinnor och 5 313 män. Barn under 15 år utgör 17,0 %, vuxna 15-64 år 75 %, och äldre över 65 år 6,0 %.
Runt Qaxa är det ganska glesbefolkat, med 47 invånare per kvadratkilometer. Trakten runt Qaxa består i huvudsak av gräsmarker.
Genomsnittlig årsnederbörd är 354 millimeter. Den regnigaste månaden är juli, med i genomsnitt 45 mm nederbörd, och den torraste är september, med 17 mm nederbörd.